# カルバラー県
カルバラー県（カルバラーけん、アラビア語：محافظة كربلاء Muḥāfaẓat Karbalāʾ）は、イラクの県。県都はカルバラー。

## 地理
隣接する県は3つで、東にバービル県、南にナジャフ県、西にアンバール県がある。
カルバラーにはシーア派第3代イマーム・フサインの聖廟がある。